# العلاقات البالاوية الليبيرية
العلاقات البالاوية الليبيرية هي العلاقات الثنائية التي تجمع بين بالاو وليبيريا.

## مقارنة بين البلدين
هذه مقارنة عامة ومرجعية للدولتين:
| وجه المقارنة                                              | بالاو                         | ليبيريا      |
| --------------------------------------------------------- | ----------------------------- | ------------ |
| المساحة (كم2)                                             | 465                           | 111.37 ألف   |
| عدد السكان (نسمة)                                         | 21.73 ألف                     | 4.73 مليون   |
| الكثافة السكانية (ن./كم²)                                 | 4.67 ألف                      | 42.47        |
| العاصمة                                                   | نغيرولمود، كورور              | مونروفيا     |
| اللغة الرسمية                                             | لغة إنجليزية، اللغة البالاوية | لغة إنجليزية |
| العملة                                                    | دولار أمريكي                  | دولار ليبيري |
| الناتج المحلي الإجمالي (بليون دولار)                      | 291.54 مليون                  | 2.16 مليار   |
| الناتج المحلي الإجمالي (تعادل القوة الشرائية) بليون دولار | 326.12 مليون                  | 3.76 مليار   |
| الناتج المحلي الإجمالي الاسمي للفرد دولار أمريكي          | 13.50 ألف                     | 455          |
| الناتج المحلي الإجمالي للفرد دولار أمريكي                 | 14.76 ألف                     | 842          |
| مؤشر التنمية البشرية                                      | 0.780                         | 0.430        |
| رمز المكالمات الدولي                                      | +680                          | +231         |
| رمز الإنترنت                                              | .pw                           | .lr          |
| المنطقة الزمنية                                           | ت ع م+09:00                   | 00           |

## منظمات دولية مشتركة
يشترك البلدان في عضوية مجموعة من المنظمات الدولية، منها:
| علم المنظمة | اسم المنظمة                                 | تاريخ انضمام بالاو | تاريخ انضمام ليبيريا |
| ----------- | ------------------------------------------- | ------------------ | -------------------- |
|             | مؤسسة التنمية الدولية                       | 16 ديسمبر 1997     | 28 مارس 1962         |
|             | مؤسسة التمويل الدولية                       | 16 ديسمبر 1997     | 28 مارس 1962         |
|             | منظمة حظر الأسلحة الكيميائية                | ?                  | ?                    |
|             | الأمم المتحدة                               | 15 ديسمبر 1994     | 2 نوفمبر 1945        |
|             | البنك الدولي للإنشاء والتعمير               | 16 ديسمبر 1997     | 28 مارس 1962         |
|             | مجموعة دول أفريقيا والكاريبي والمحيط الهادئ | ?                  | ?                    |
|             | وكالة ضمان الاستثمار متعدد الأطراف          | 16 ديسمبر 1997     | 12 أبريل 2007        |
|             | يونسكو                                      | 20 سبتمبر 1999     | 6 مارس 1947          |

## وصلات خارجية
- موقع وزارة الخارجية الليبيرية